# Canon EOS-1D X
Canon EOS-1D X — профессиональный цифровой зеркальный фотоаппарат семейства Canon EOS. Представлен 18 октября 2011 года и объединил сразу две линейки: репортёрскую EOS 1D и студийную полнокадровую EOS 1Ds.
Впервые на модели, предназначенной для фотожурналистов, компания применила КМОП-матрицу формата (36 × 24 мм). Это позволило обеспечить более быстрый съём данных с матрицы и увеличить светочувствительность: до 51 200 ISO в штатном режиме и до 204 800 — в расширенном. Впервые в семействе использован жидкокристаллический дисплей с диагональю 3,2 дюйма, порт Ethernet, а также 100-килопиксельный сенсор для матричного режима измерения экспозиции по 252 зонам, дополненного системой обнаружения лиц.
Начало продаж фотоаппарата было намечено на март 2012 года, предварительно объявленная стоимость — 6800 долларов США. В итоге фотоаппарат поступил в продажу в США в июле по указанной цене. В 2016 году камера снята с производства, уступив место новой модели Canon EOS-1D X Mark II.

## Позиционирование
На протяжении многих лет компания развивала параллельно две линейки профессиональных цифровых фотоаппаратов: EOS-1D, предназначенную для репортажной съёмки, и EOS-1Ds, преимущественно для студийных работ. Модели линейки 1D обладали сенсором с кроп-фактором 1,3 и относительно низким разрешением: от 4 млн пикселей у первой модели до 16 млн у последней, 1D Mark IV. Это компенсировалось высокой скоростью съёмки, от 8 кадров в секунду и до 10 у Mark IV. 
Появившаяся в конце 2002 года модель EOS-1Ds внешне почти не отличалась от 1D, но оснащалась сенсором размером 36 × 24 мм, который позволял использовать плёночные объективы без пересчёта фокусного расстояния и обладал разрешением 11 млн пикселей, но скорость съёмки составляла всего лишь 3 кадра в секунду. У последней модели линейки, 1Ds Mark III, разрешение выросло до 21 млн пикселей, а скорость съёмки — до 5 кадров в секунду. Таким образом, несмотря на внешнее сходство, две линейки были разведены как по функциональности, так и по цене: рекомендуемая стоимость 1D Mark IV составляла 5000 долларов США, а 1Ds Mark III — 7000 долларов.
Выпустив любительскую модель EOS 5D Mark II, оснащённую тем же сенсором, что и 1Ds Mark III, компания столкнулась с падением спроса на профессиональную камеру: в два с лишним раза более дешёвый 5D Mark II обеспечивал такое же изображение и лишь немногим уступал в скорости съёмки. Кроме того, главный конкурент, компания «Никон», в 2007 году перевела свою репортажную линейку с сенсора формата DX (кроп-фактор 1,5) на сенсор формата FX (без кроп-фактора). Объединение двух профессиональных линеек «Кэнона» прогнозировалось задолго до выхода 1D X.

## Особенности модели

### Корпус и механика
Новая модель имеет два разъёма для карт памяти CompactFlash, в отличие от предыдущих моделей, оснащённых одним разъёмом CompactFlash и одним Secure Digital.
Изменено расположение кнопок на задней панели. Добавлены две настраиваемые кнопки спереди, в двух местах, под горизонтальный «пейзажный» и вертикальный «портретный» хват камеры.
Новый аккумулятор LP-E4N обладает увеличившейся на 6,5 % ёмкостью по сравнению с LP-E4, использовавшимся в предыдущих моделях. При этом новый аккумулятор совместим со старым, но его корректная зарядка возможна только штатным зарядным устройством LC-E4N.
Фотоаппарат стал первой моделью компании, оснащённой портом Ethernet для передачи фотографий на внешний компьютер в режиме непрерывной съёмки.

### Электроника
Новый сенсор имеет размер 36 × 24 мм, что соответствует кадру плёнки формата 135. Разрешение составляет 17,9 млн пикселей, что меньше разрешения сенсора 1Ds Mark III (21,0 млн пикселей), имеющего такой же размер, и несколько больше разрешения сенсора 1D Mark IV (16,0 млн пикселей, 27,9 × 18,6 мм). Это первый сенсор компании такого формата, выполненный по технологии «беззазорного» расположения светочувствительных элементов.
Canon EOS-1D X стал первым зеркальным фотоаппаратом, в котором Canon применила новый процессор DIGIC 5+. Для обработки изображения используются сразу два таких процессора, и один процессор DIGIC 4 используется для обработки данных от датчика экспозамера.

## Конкуренты
Основным конкурентом является представленный в январе 2012 года Nikon D4. Эта модель обладает сенсором такого же размера разрешением 16,2 млн пикселей, скоростью съёмки 10 кадров в секунду в обычном режиме и 11 — при фиксации фокуса и экспозиции по первому кадру. Максимальная светочувствительность составляет 12 800 ISO в штатном режиме и 204 800 — в расширенном. Nikon D4 появится в продаже раньше Canon EOS-1D X, в феврале 2012, анонсированная стоимость в США — 6000 долларов. Вышедшая в январе 2016 года модель Nikon D5 по основным параметрам — быстродействию, разрешению видео и функциональности — практически сравнялась с 1D X, а по разрешению матрицы, количеству точек автофокуса, доведённому до 153, и особенно по светочувствительности — превзошла конкурента.

## Canon EOS-1D C
12 апреля 2012 года, ещё до появления EOS-1D X в продаже, была представлена модель Canon EOS-1D C, отличающаяся возможностью съёмки видео в формате 4K (с разрешением 4096 × 2160). На месте горячего башмака для крепления фотовспышки расположен вход для установки дополнительного микрофона.

## Награды
Canon EOS-1D X стал лауреатом премии TIPA (Technical Image Press Association) в номинации «лучший профессиональный цифровой зеркальный фотоаппарат» (Digital SLR Professional, 2012).
Canon EOS-1D C стал лауреатом премии TIPA (Technical Image Press Association) в номинации «лучшая цифровая зеркальная камера для видео» (Best Video DSLR, 2013).